# Marlène Gudin
Pour les articles homonymes, voir Gudin.
Marlène Gudin, née le 25 mars 1978, est une haltérophile française.
Elle est sacrée championne de France dans la catégorie des moins de 63 kg en 2002 et dans la catégorie des moins de 69 kg en 2003 et 2004.